# كريستيان فيتشنر
كريستيان فيتشنر (بالفرنسية: Christian Fechner)‏ (و. 1944 – 2008 م) هو منتج أفلام، ومخرج أفلام، وكاتب سيناريو، وكاتب فرنسي، ولد في أجان، توفي في باريس، عن عمر يناهز 64 عاماً، بسبب سرطان.

## وصلات خارجية
- كريستيان فيتشنر على موقع IMDb (الإنجليزية)
- كريستيان فيتشنر على موقع ألو سيني (الفرنسية)
- كريستيان فيتشنر على موقع ميوزك برينز (الإنجليزية)
- كريستيان فيتشنر على موقع أول موفي (الإنجليزية)
- كريستيان فيتشنر على موقع قاعدة بيانات الأفلام السويدية (السويدية)
- كريستيان فيتشنر على موقع قاعدة بيانات الفيلم (الإنجليزية)
- كريستيان فيتشنر على موقع كينوبويسك (الروسية)